# Christie Park (Stadium)
Christie Park är en fotbollsarena i Morecambe i England.  Den kan för närvarande ta 6 400 åskådare och är hemmaplan för Morecambe FC.